# Pico Ruivo
Der Pico Ruivo (portugiesisch für Rote Spitze) ist mit 1862 m der höchste Berg auf der portugiesischen Atlantikinsel Madeira und nach dem Ponta do Pico auf der Azoreninsel Pico und dem Torre (Serra da Estrela) in Kontinentalportugal die dritthöchste Erhebung Portugals. Er besteht vorwiegend aus Basalt und rötlichem Tuff. Kurz unterhalb des Gipfels befindet sich eine Berghütte.

## Flora
Die Gebirgsflora rund um den Pico Ruivo wird von anspruchslosen Arten bestimmt, die in dem relativ trockenen und im Winter kühl bis kalten Klima oberhalb der Passatschicht überdauern können. Für die isolierte Insellage typisch ist der hohe Anteil an Endemiten. Weit verbreitet sind u. a. Gefiederte Wucherblume (Argyranthemum pinnatifidum) und Drüsige Andryala (Andryala glandulosa), die beide verschiedene Unterarten ausgebildet haben. An geschützten Standorten, etwa in Felsspalten, sind das seltene Madeira-Veilchen (Viola paradoxa) und der Madeira-Augentrost (Odontites hollianus) anzutreffen. Die ursprünglich bis in die Gipfelzone hinauf reichende Baumheide (Erica arborea) fiel großenteils der Herstellung von Holzkohle und wiederholt in der Region vorkommenden Waldbränden zum Opfer.

## Zugang
Durch gut ausgebaute Wege ist der Pico Ruivo auch für ungeübte Wanderer zu begehen, die Strecke setzt allerdings gute Kondition und Trittsicherheit voraus. Die beliebtesten Varianten sind:
- vom Parkplatz auf der Achada do Teixeira beginnend (von Santana aus auf einer geteerten Bergstraße erreichbar); mit einer Gehzeit von hin und zurück zwei Stunden ist es die einfachste und schnellste Route.[4]
- vom Pico do Arieiro aus, auf gesicherten Treppenwegen auf und ab, drei Stunden für eine Strecke. Die anspruchsvolle Strecke wird auch von geführten Wandergruppen begangen, sie führt am Ostkamm des Gebirges entlang und gehört landschaftlich zu den reizvollsten Wanderwegen Madeiras. Die nach dem Tunnel Pico do Gato ursprünglich abzweigende Westroute ist wegen einem Felssturz seit 2018 dauerhaft gesperrt.[5]
- eine anstrengendere Möglichkeit ist in etwa fünf Stunden der Aufstieg vom Encumeada-Pass (1007 m), der die Verbindung zwischen Ribeira Brava (Südküste) und São Vicente (Nordküste) herstellt.[6]
- von Ilha über Vale de Lapa auf einem vierstündigen Anstieg mit 1300 Höhenmetern.[7]

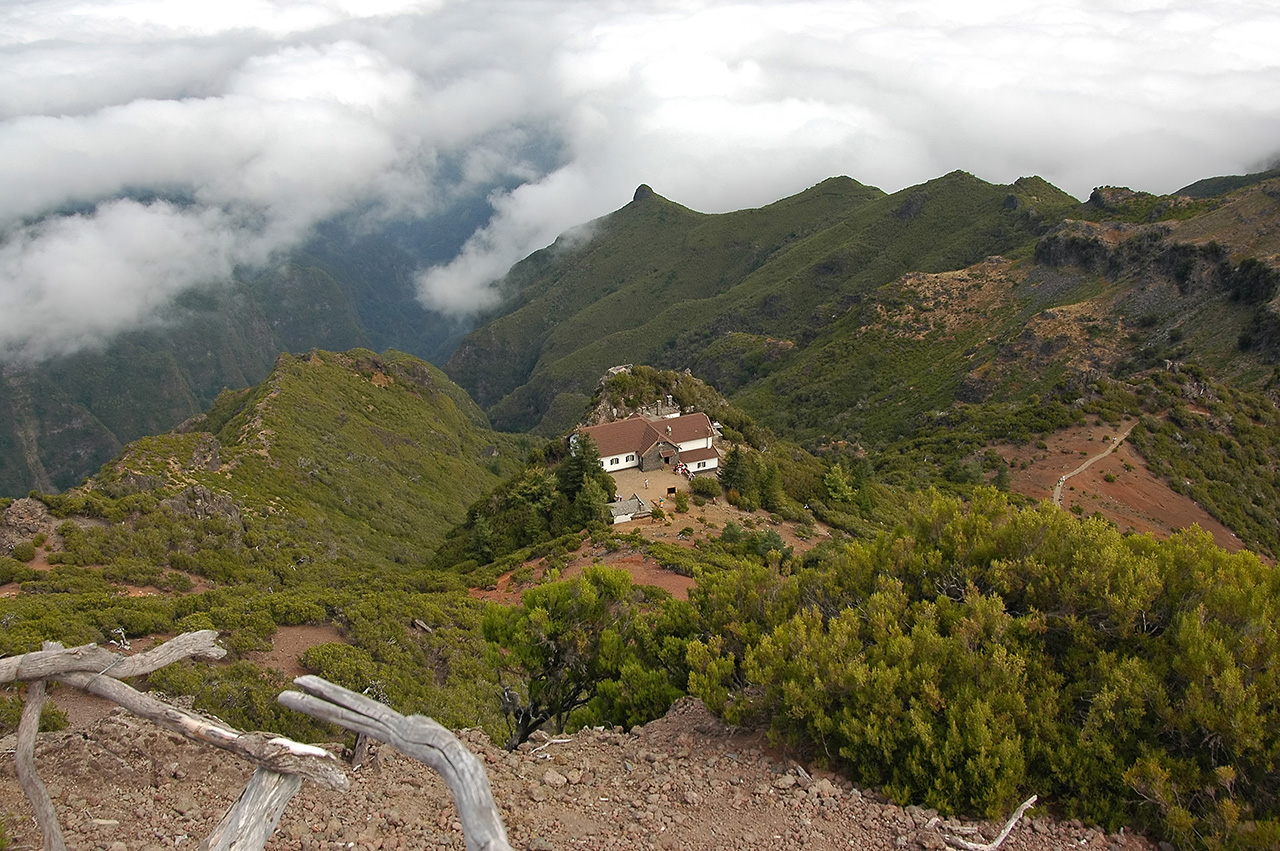
Felsnase mit der Berghütte unterhalb des Pico-Ruivo-Gipfels
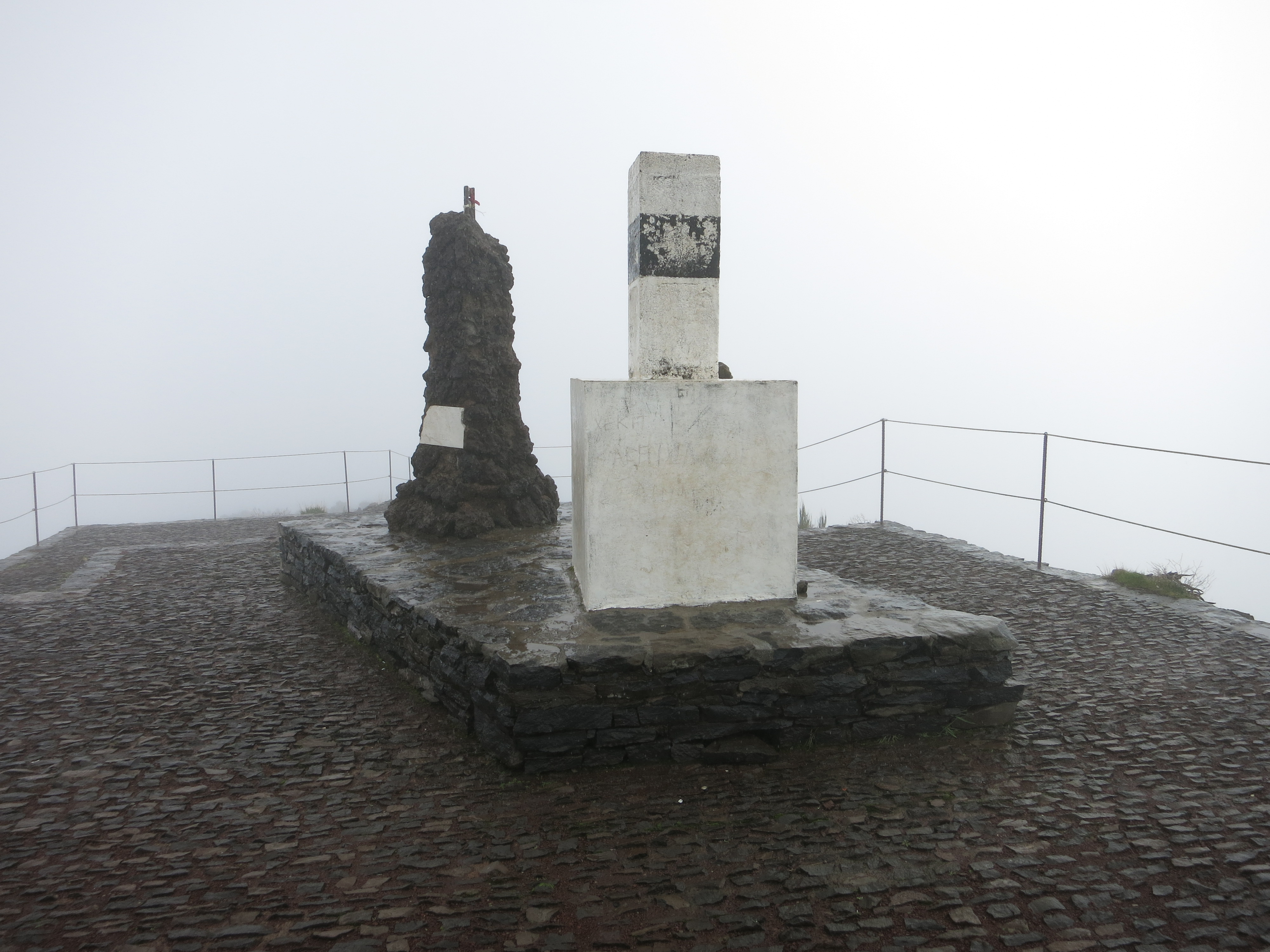
Auf dem Gipfel des Pico Ruivo
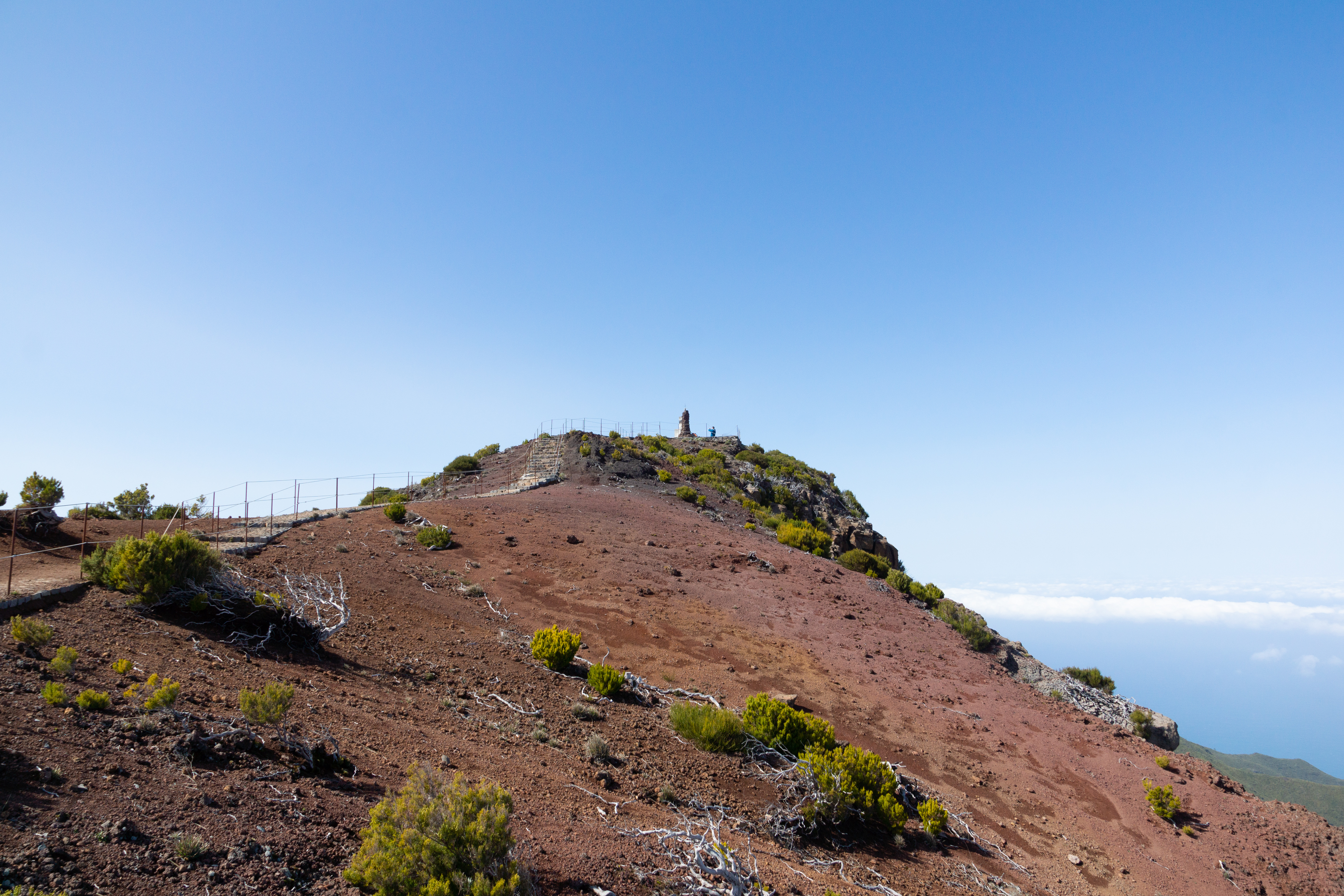
Gipfelkreuz von der Aussichtsplattform im Nordwesten
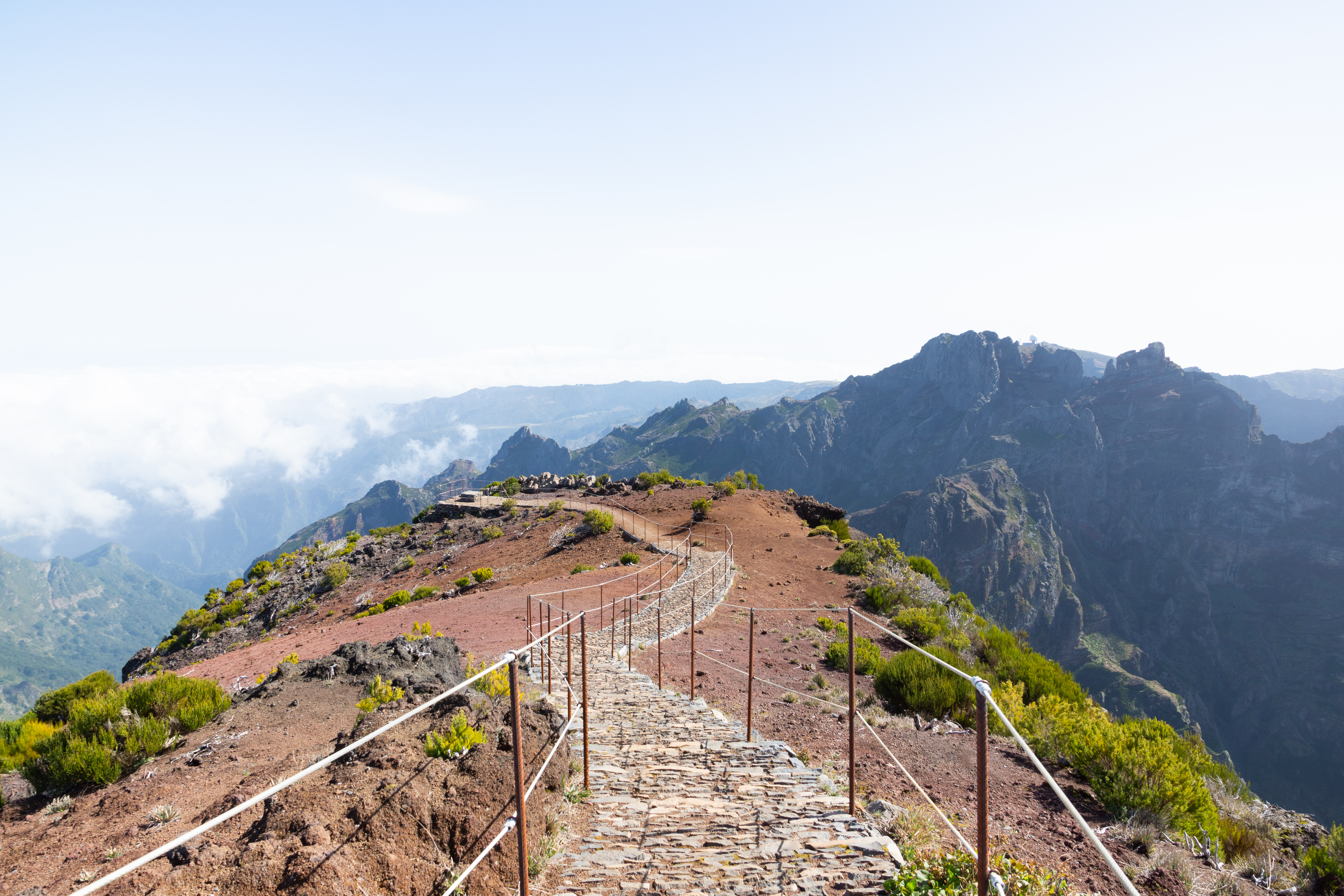
Sicht vom Gipfel auf die Aussichtsplattform im Nordwesten